# Canada Tri-Nation Series 2025
Die Canada Tri-Nation Series 2025 ist ein Cricket-Turnier, das in Kanada im ODI-Format ausgetragen wird. Es ist Bestandteil der ICC Cricket World Cup League 2 2024–2026. Am Drei-Nationen-Turnier, das vom 27. August bis zum 6. September 2025 stattfindet, treten neben dem Gastgeber aus Kanada die Nationalmannschaften aus Namibia und Schottland gegeneinander an.

## Vorgeschichte
Kanada nahm zuvor am Amerika-Regionalfinale als Gastgeber teil. Schottland spielte die Europa-Regionalfinale in den Niederlanden aus. Beide Turniere dienten als Qualifikation zur ICC Men’s T20 World Cup 2026 diente. Für Namibia war es die erste Tour der Saison.

## Format
In einer Gruppe spielte jede Mannschaft gegen jede andere zwei Mal. Für einen Sieg gab es zwei, für ein Unentschieden oder No Result einen Punkt.

## Stadion
Das folgende Stadion wurde für das Turnier ausgewählt.
| Stadion                 | Stadt     | Kapazität | Spiele      |
| ----------------------- | --------- | --------- | ----------- |
| Maple Leaf Cricket Club | King City | 07.000    | 1. – 6. ODI |

## Kaderlisten
Die Mannschaften gaben vor der Tri-Series folgende Kader bekannt.
| ODI    | ODI | ODI |
| Kanada | Namibia | Schottland |
| ------ | --- | --- |
|        | - Gerhard Erasmus (K) - Jan Nicol Loftie-Eaton (VK) - Jan Balt - Jack Brassell - Jan-Izak de Villiers - Jan Frylinck - Zane Green (wk) - Jean-Pierre Kotze (wk) - Malan Kruger - Dylan Leicher - Tangeni Lungameni - Willem Myburgh - Bernard Scholtz - Ben Shikongo - JJ Smit - Ruben Trumpelmann | - Richie Berrington (K) - Tom Bruce - Matthew Cross (wk) - Brad Currie - Josh Davey - Jasper Davidson - Chris Greaves - Jack Jarvis - Michael Leask - Finlay McCreath - Brandon McMullen - George Munsey - Safyaan Sharif - Charlie Tear (wk) - Mark Watt |

## Spiele
Tabelle
| Teams      | Sp. | S | N | NR | P | NRR    |
| ---------- | --- | - | - | -- | - | ------ |
| Kanada     |     |   |   |    | 0 | +0.000 |
| Namibia    |     |   |   |    | 0 | +0.000 |
| Schottland |     |   |   |    | 0 | +0.000 |

Spiele
| 27. August Scorecard | King City | Kanada | – | Namibia |
|                      |           |        |   |         |

| 29. August Scorecard | King City | Namibia | – | Schottland |
|                      |           |         |   |            |

| 31. August Scorecard | King City | Kanada | – | Schottland |
|                      |           |        |   |            |

| 2. September Scorecard | King City | Kanada | – | Namibia |
|                        |           |        |   |         |

| 4. September Scorecard | King City | Namibia | – | Schottland |
|                        |           |         |   |            |

| 6. September Scorecard | King City | Kanada | – | Schottland |
|                        |           |        |   |            |